# Відносини Туркменістан — НАТО

Члени програми «Партнерство заради миру»
Колишні члени, які приєдналися до НАТО

Відносини НАТО з Туркменістаном слід розглядати в рамках Партнерства заради миру, членом якої Туркменістан став у 1994 році. Статус постійного нейтралітету обмежує співпрацю Туркменістану з НАТО участю представників Туркменістану в курсах з безпеки. Новий етап співпраці стався в 2007 році, коли республіка активно підключилася до участі в експериментальному проєкті Ради Росія-НАТО з навчання кадрів Афганістану і Центральної Азії методам антинаркотичної боротьби, а новий президент К.Бердимухаммедов вперше відвідав Штаб-квартиру Альянсу.
Після цього в німецькому «Шпігелі» з'явилася інформація про підготовку до передачі у користування НАТО військово-повітряної бази в Мари. За словами експерта по країнах Центральної Азії М.Лаубша, ще в лютому-березні ми отримали інформацію про те, що команда Бердимухаммедова, крім газу і нафти, зробила акцент на розвитку іншого аспекту відносин з Заходом — використання вигідного геополітичного положення Туркменістану.
Цьому сприяло те, що Альянс запросивши президента Бердимухамедова на саміт в Бухарест в квітні 2008 року, заручилися підтримкою того, що аеродром у Мари може бути використаний НАТО в разі непередбачених обставин.
У підсумку в 2008 році НАТО домоглася від Туркменістану згоди на використання своєї території для тилового забезпечення Міжнародних сил сприяння безпеці. Літаки Альянсу отримали можливість приземлятися на військових аеродромах Туркменістану. Це призвело до того, що транспортні польоти з Європи до Афганістану через Туркменистан збільшилися на 20 %.
Можливо, президент Бердимухамедов у своїх діях керується міркуваннями отримання фінансових дивідендів від Заходу. Прагнучи отримати які, як вважає німецький експерт М.Лаубш, новий президент Туркменістану, можливо, відійде від нейтрального статусу Туркменістану, і подасть сигнал про бажання партнерства із Заходом і можливий військовий присутності в Туркменістані, ЄС, США і НАТО.
Також в рамках Індивідуальної програми партнерства проходить ознайомлення туркменських кадрів з питаннями НАТО та Партнерства заради миру, а також поглиблення взаємодії за такими напрямками, як прикордонний контроль і безпека на кордонах, громадянське надзвичайний планування, формування оборонного бюджету і керування оборонним сектором. Також представники НД Туркменістану беруть участь у ряді курсів, організованих Північноатлантичним союзом в Школі НАТО в Обераммергау (Німеччина) та інших установах.
НАТО і Туркменістан активно співпрацюють у галузі безпеки, пов'язаних з наукою та охороною навколишнього середовища та ін. Туркменістан має Індивідуальний план партнерствау якому зазнечена співпраця між НАТО і Туркменістаном.

## Рамки співробітництва
Регулярний політичний діалог відбувається в рамках Ради євроатлантичного партнерства (РЄАП). Крім того, Спеціальний представник Генерального секретаря НАТО по Кавказу і Центральної Азії посол Роберт Ф. Сіммонс, проводить на високому рівні політичний діалог з владою Туркменістану за допомогою регулярних поїздок до країни. Офіс зв'язку НАТО в Центральній Азії також розташований в Ашхабаді, який сприяє співпраці з урядом.
НАТО і Туркменістан розвивають практичну співпрацю в ряді областей на основі програми індивідуального партнерства. Співпраця Туркменістану з НАТО спрямована на введення та ознайомлення туркменських кадрів з НАТО та Партнерства заради миру (ПЗМ), а також підвищення поглиблення співробітництва в таких областях, як прикордонний контроль і безпека, цивільного планування, і оборонного планування. Туркменістан бере активну участь в пілотному проєкті Ради Росія-НАТО з підготовки антинаркотичних для афганських і центральноазіатських кадрів.

## Основні напрямки співробітництва

### Співпраця в галузі безпеки
На основі своєї політики постійного нейтралітету, Туркменистан не надає свої військові підрозділи або інфраструктуру в контексті операцій під керівництвом НАТО. Тим не менш, Туркменістан готовий внести свій вклад, на індивідуальній основі до випадків, які пов'язані з стихійним лихом, гуманітарних та пошуково-рятувальних операціях.
Що року, чиновники зі збройних сил Туркменістану беруть участь в заходах, які сприяють обміну знать та інформації, країн-членів НАТО і НАТО. Тематика заходів охоплює контроль над озброєннями, роззброєння та нерозповсюдження, закон збройних конфліктів, а також курси, спрямовані на ознайомлення офіцерів з методами боротьби з тероризмом і питань незаконної торгівлі, зброєю у всіх її проявах, безпеки кордонів та контролю, планування оборонних бюджетів, мовної підготовки, медичного обслуговування та ін.

### Цивільна безпека
Планування дій і робота з громадянами та координація ліквідації наслідків стихійних лих є ключовими напрямками співробітництва. Туркменістан нарощує свій потенціал громадянського реагування на природні та техногенні надзвичайні ситуації в консультаціях з союзниками. Також йде робота над підготовкою підрозділів Туркменістану внести свій вклад в міжнародні операції з надання надзвичайної допомоги. Це включає в себе процедури поновлення планування та методи організації для рятувальних операцій.
НАТО та країни-партнери обмінюються необхідною інформацією та беруть активну участь у заходах планування цивільної оборони з метою оцінки ризиків і зниження уразливості цивільного населення по відношенню до тероризму та нападів із застосуванням хімічних, біологічних, радіологічних та ядерних засобів. Це включає розробку процедур врегулювання криз та активну участь у польових навчаннях.
Союзники по НАТО та партнери виконують план дій з планування цивільної оборони, затверджений Головним комітетом з планування цивільної оборони. Зокрема, партнери приєднуються до заходів, що виконуються на рівні Головного комітету, його комісій та комітетів з питань планування, щоб продумати усілякі варіанти підтримки

### Наука і довкілля
В рамках програми «Наука заради миру і безпеки», Туркменістан отримав гранти більш 8 спільних проєктів для науково-екологічної співпраці.
Спільні проєкти включають дослідження радіологічних ризиків в Центральній Азії та запобігання ризику розливів нафти і забруднення на Південному Каспії.

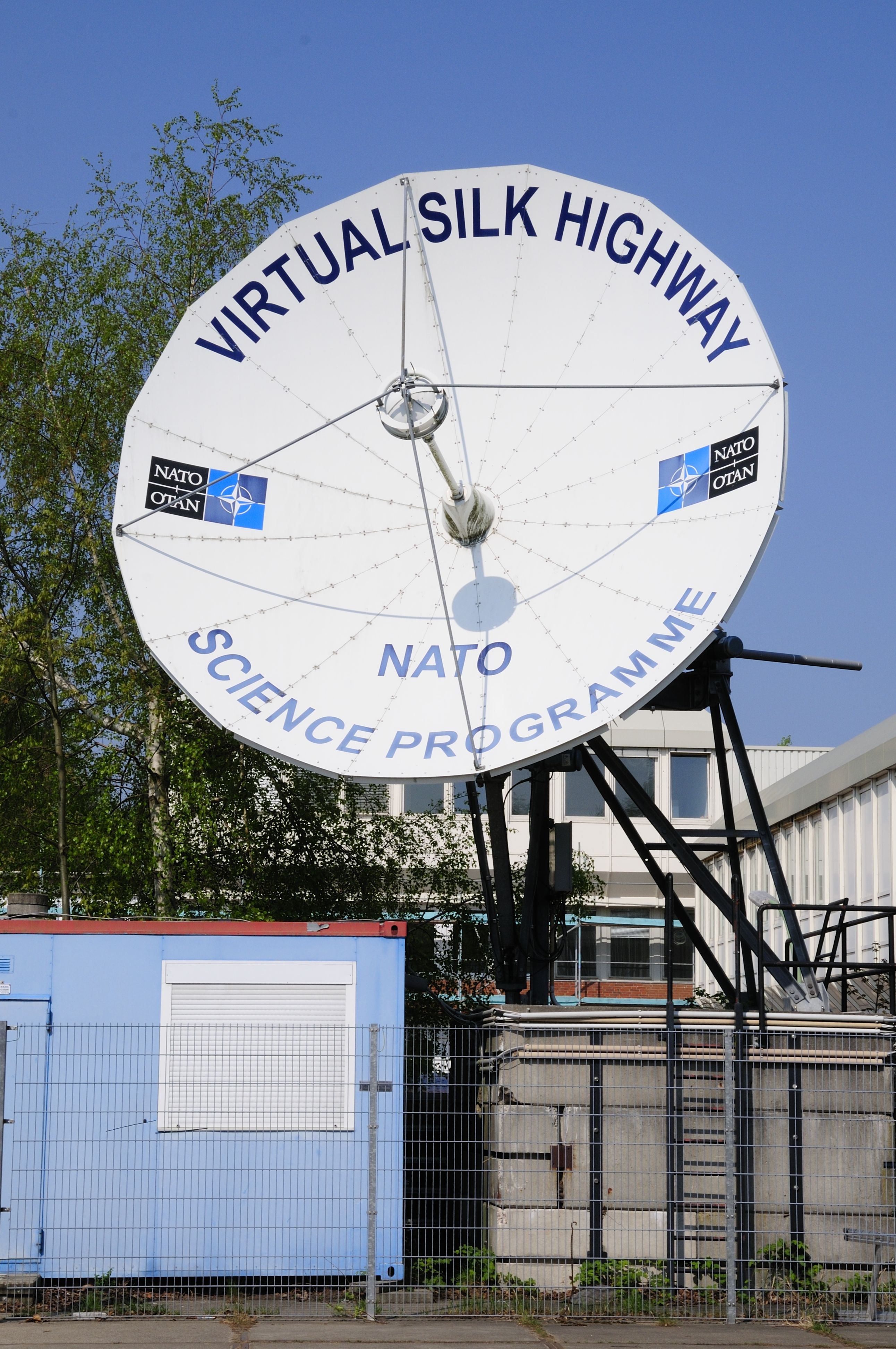
Програма «Наука заради миру» супутникова тарілка «Віртуальний шовковий шлях» DESY

Туркменістан бере участь у віртуальному проєкті «Шовковий проєкт», метою якого є поліпшення доступу до Інтернету для вчених і наукових співтовариств в країнах Кавказу і Центральної Азії через мережу супутникового зв'язку.
Успішній реалізації проєкту сприяла значна підтримка, надана НАТО іншими організаціями, в тому числі «Cisco Systems» і «Deutsches Elektronen-Synchrotron» (DESY), багатонаціональна компанія з виробництва електронної техніки, пожертвувала апаратуру на 400 тис. Дол. США, яка буде встановлена на восьми національних станціях. «DESY», німецький науково-дослідний інститут, який знаходиться в Гамбурзі, запропонував безкоштовно розмістити у себе європейський мережевий центр і забезпечити технічне керівництво мережею — ця послуга оцінюється в 350 тис. дол. США. Крім того, «DESY» також дав згоду на підключення «Шовкової мережі» до «GÉANT» (загальноєвропейської гигабитной дослідницької мережі Європейського союзу), що дозволить користувачам «Шовкової мережі» з'єднуватися з численними іншими дослідницькими мережами в усьому світі. Ця послуга оцінюється в 125 тис. дол. США. На додаток до цього Комісія європейських співтовариств надає фінансування (220 тис. дол. США) двом європейським університетам — Лондонському університетському коледжі та університети Гронігема — для керівництва проєктом та надання послуг з підтримки об'єктів інфраструктури.

## Еволюція відносин
Співпраця між НАТО і Туркменістаном була започаткована у 1992 р., коли країна увійшла до складу Ради євроатлантичного партнерства (РЄП). Наступним етапом просування відносин стало приєднання Туркменістану до програми «Партнерство заради миру» у 1994 році. У 1995 р. Туркменістан і НАТО затвердили першу для країни Індивідуальну програму партнерства. У 2007 р. Президент Туркменістану К. Бердимухаммедов зустрівся у штаб-квартирі НАТО з Генеральним секретарем Альянсу Я. Схеффером.
У 2007 р. Туркменістан прийняв у себе Мобільну групу інструкторів в рамках Експериментального проєкту Ради Росія-НАТО з навчання військовослужбовців Афганістану і Центральної Азії методам антинаркотичної боротьби. Спеціальний представник Генерального секретаря НАТО по Кавказу і Центральній Азії посол Роберт Ф. Симмонс постійно веде політичний діалог на високому рівні з представниками влади Туркменістану.
Військова доктрина, прийнята в кінці січня 2009 р., закріплює нейтральний статус держави і неприєднання Туркменістану до військових союзів і блоків, забороняє розміщувати на її території іноземні військові бази, отже обмежує можливості США і НАТО мати військову присутність в цій країні. Пентагон не бере участі в озброєнні туркменських ЗС. При цьому Туркменістан готовий на разовій основі брати участь в операціях по наданню допомоги у разі стихійних лих і катастроф, в гуманітарних і пошуково-рятувальних операціях. Офіційні представники ЗС Туркменістану навчались на різних курсах, організованих Північноатлантичним союзом у школі НАТО в Обераммергау (Німеччина) та інших установах.
З 2002 р. між Туркменістаном і США діє угода про використання літаками військово-транспортної авіації США туркменського повітряного простору і міжнародного цивільного аеропорту в Ашхабаді для дозаправки літаків, що перевозять гуманітарні вантажі до Афганістану. Дана співпраця щорічно приносить туркменській казні від 8 до 12 млн дол. США. Туркменський маршрут дає можливість доставляти вантажі в Афганістан наземним транспортом в обхід Росії — із Туреччини через Грузію і Азербайджан, далі поромом через Каспійське море до туркменського узбережжя і потім через Кушку на афганську територію.